# Party Down
Party Down ist eine Fernsehserie, welche im Auftrag des US-amerikanischen Bezahlsenders Starz in den Jahren 2009 und 2010 entstand.
Im November 2021 bestellte Starz eine dritte Staffel, welche am 24. Februar 2023 startete.

## Inhalt
Die Serie folgt einer Gruppe von Caterern in Los Angeles, allesamt gescheiterte Existenzen, die ihren Durchbruch in Hollywood erreichen wollen. Das Sextett aus Schauspielern, Schreibern und anderen verlorenen Seelen arbeitet für die der Serie namensgebende Catering-Firma, in der Hoffnung, über ihre Aufträge und den Kontakt mit den wohlhabenden Gästen, doch noch eine positive Wendung in ihrem Leben zu finden.

## Besetzung

### Hauptbesetzung
- Adam Scott als Henry Pollard
- Ken Marino als Ronald Wayne „Ron“ Donald
- Lizzy Caplan als Casey Klein
- Ryan Hansen als Kyle Bradway
- Martin Starr als Roman DeBeers
- Jane Lynch als Constance Carmell
- Megan Mullally als Lydia Dunfree
- Jennifer Coolidge als Bobbie St. Brown

### Wiederkehrende Darsteller
- J. K. Simmons als Leonard Stiltskin
- Joey Lauren Adams als Diandra Stiltskin
- Ken Jeong als Alan Duk
- Kristen Bell als Uda Bengt
- Aviva Baumann als Mandy
- Michael Hitchcock als Bolus Lugozshe
- June Diane Raphael als Danielle Lugozshe